# 克里斯蒂約納斯·多內萊蒂斯

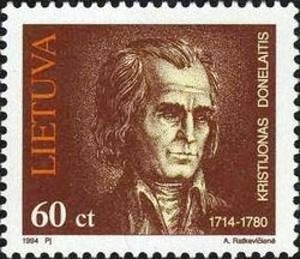
1994年立陶宛郵票上的多內萊蒂斯

克里斯蒂約納斯·多內萊蒂斯（1714年1月1日—1780年2月18日）是普魯士裔立陶宛詩人及信義宗牧師。他住在小立陶宛，是在普魯士王國中，有許多說立陶宛語的少數民族居住的地區。他寫了第一部古典立陶宛文的《四季》詩集，是立陶宛詩的主要作品之一。這首詩集也是立陶宛文學的經典作品，描述立陶宛農民的日常生活，在農奴制下努力的過程，以及年復一年的生活。

## 早年生活
多內萊蒂斯出生在東普魯士古謝夫附近的古謝夫區。他的父母是農民，擁有他們耕種的田地。他的父親在1720年過世。他的三個哥哥中，弗里德里希成為柯尼斯堡的金匠，邁克爾繼承他父親的農地，亞當則成為鐵匠旅店老闆。
1831年，多內萊蒂斯進入了柯尼斯堡克奈普霍夫的天主教學校。他住在貧民窟裡，常常幾天沒有東西吃。他於1736年得到獎學金，可以進入柯尼斯堡大学就讀。他研讀信義宗神學四年，他的世界觀受到古典課程、立陶宛研究，以及虔敬主义運動所影響。多內萊蒂斯學了希腊语、拉丁语、法语和希伯来语，閱讀許多古典時期作家（例如荷马、赫西俄德、贺拉斯和维吉尔）的作品。多內萊蒂斯在畢業後，任命為涅斯捷羅夫的教會樂長。在學校的院長過世後，多內萊蒂斯接續了院長的職務，多內萊蒂斯在1743年時通過了考試，成為了托爾明凱門的牧師。

## 在托爾明凱門的生活

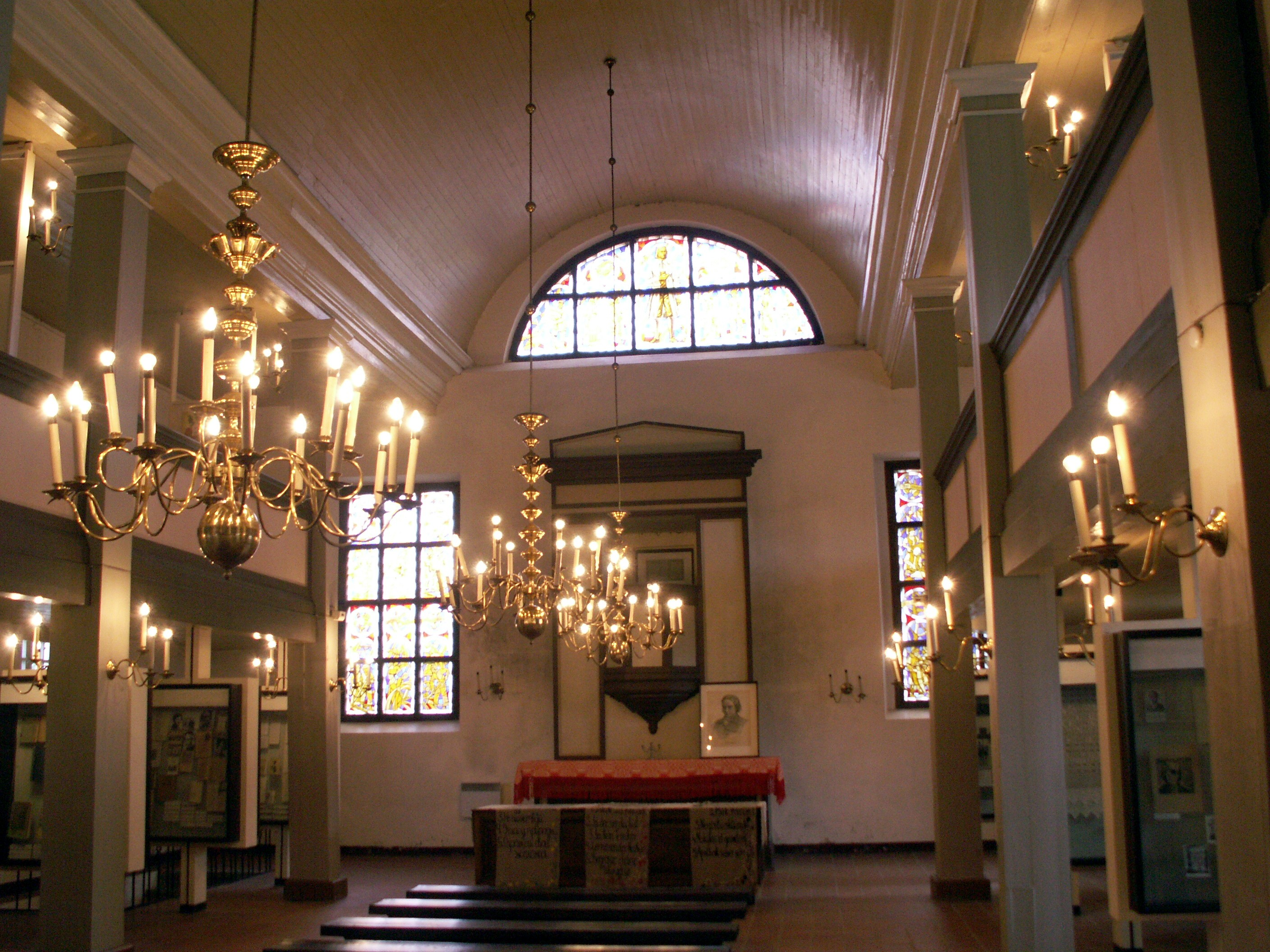
位在托爾明凱門，前信義宗教堂的內部。在1964年變成·多內萊蒂斯紀念館

多內萊蒂斯從1743年起就住在托爾明凱門，一直到1780年過世為止。當時托爾明凱門的教區有三十個村莊，居民約三千人，其中有三分之二是德意志人，三分之一是立陶宛人。多內萊蒂斯在1744年娶了斯塔盧波寧（Stallupönen）學院院長的遺孀安娜·雷吉娜·奧爾芬特（Anna Regina Ohlefant）為妻。多內萊蒂斯在1747年致力於恢復教區長，在1756年建立了新的磚砌教堂。1757年正值七年战争，多內萊蒂斯和教區的民眾躲到羅明卡森林以躲避俄羅斯帝國陸軍。後來多內萊蒂斯回到鎮上後，他拒絕讚美沙皇。他在戰後重建被燒毀的學校，也贊助建立寡婦的避難所。多內萊蒂斯的興趣包括製作溫度計、氣壓計、钢琴和小鍵琴。多內萊蒂斯66歲時在東普魯士的托爾明凱門過世。

## 作品

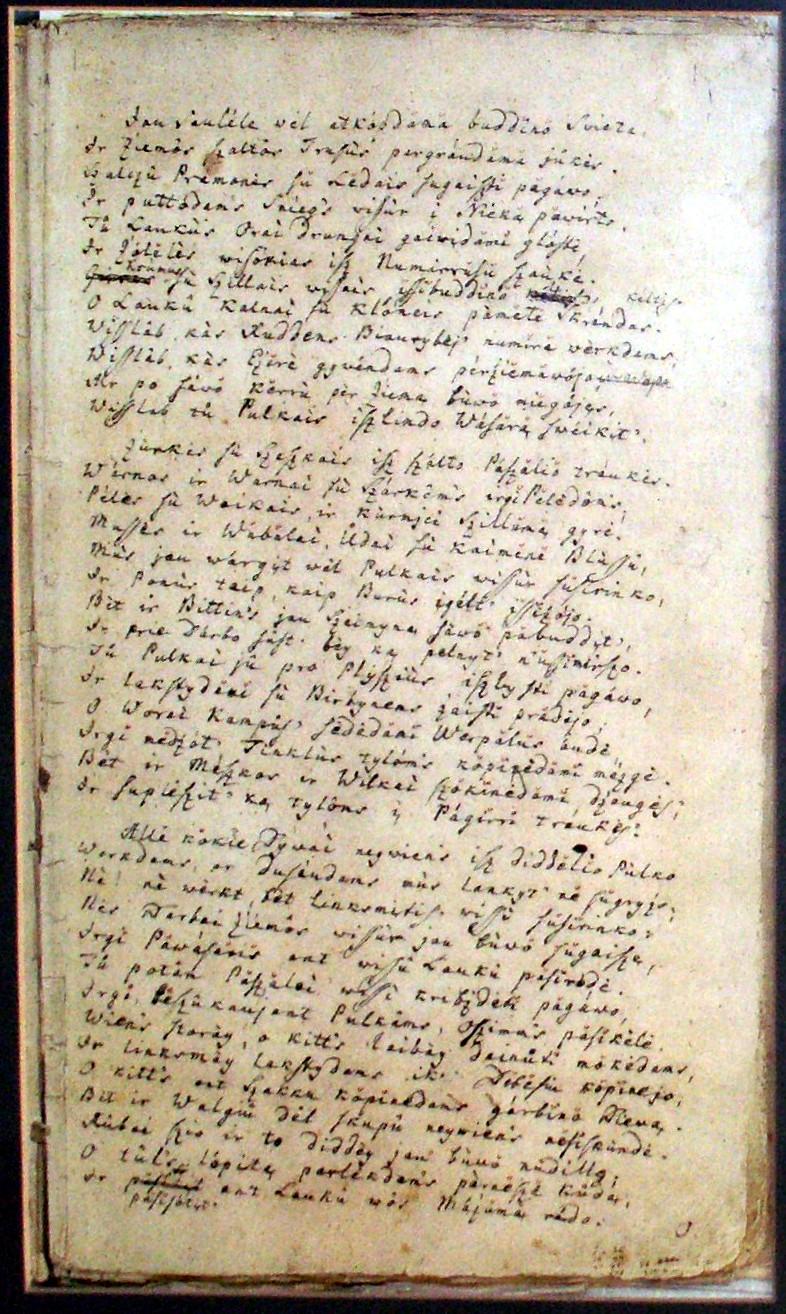
Spring Joys原版的第一頁，可能是《四季》的開頭

多內萊蒂斯的作品都是在他過世後才出版。他至少有寫過三首德文的詩（An der Amstrath Donalitius nach dem Verlust seiner Gattin、Der Gott der Finsterniss和Unschuld sei mein ganzes Leben）。他的立陶宛文作品包括六個寓言以及《四季》。出版商Ludwig Rhesa認為這些以伊索寓言為基礎的寓言，是為了他在斯塔盧波寧的學生。其中的語言以及詩的韻律沒有像他後期作品那麼明顯。
他主要的作品《四季》是由Rheza命名。其中包括四個田園詩，總共2,997個六步格。這個作品是長期的計劃，經常修改及重寫，沒有明顯的開頭或是結尾。目前只留下二個田園詩，其他的在拿破崙戰爭時被毀了。整個作品是因為Hohlfeldt牧師在1794年後的抄本才為人所知。Rheza在1809年至1818年之間蒐集多內萊蒂斯的作品，編訂並且翻譯，最後以《四首歌中的一年》（Das jahr in vier Gesängen）出版。這是經過大量修訂和審查的版本，只保留了原始作品中的六分之一。Rheza在1824年也出版了多內萊蒂斯的寓言。較完整的《四季》版本是由奥古斯特·施莱谢尔在1865年發行。但此版本受到了Georg H. F. Nesselmann的批評，Nesselmann在1869年發行了另一個版本。

## 影響
多內萊蒂斯和他的作品都是立陶宛文化中重要的一部份，之後也有許多以他的生活以及其詩集《四季》為基礎的文學作品和音樂作品。立陶宛國家歌劇和芭蕾舞劇院在1985年上演了Algimantas Bražinskas的歌劇《Kristijonas》。Bronius Kutavičius的清唱劇《四季》則在2012年演出。

## 外部連結
- Full-text Lithuanian poem Metai （页面存档备份，存于） （立陶宛語）
- Full bibliography of Donelaitis （页面存档备份，存于） （立陶宛語）
- Litauische Dichtungen （页面存档备份，存于）, published by August Schleicher in 1865 （立陶宛語和德語）
- Christian Donalitius Littauische Dichtungen nach den Königsberger （页面存档备份，存于） published by Georg Heinrich Ferdinand Nesselmann in 1869 （立陶宛語和德語）